# تمام چیزی که همیشه می خواستم
تمام چیزی که همیشه می‌خواستم (به انگلیسی: All I Ever Wanted) آهنگی از نوازنده سوئدی، باس‌هانتر است. این آهنگ شبیه به تک‌آهنگ قبلی او، «حالا تو رفته‌ای»، است، از این نظر که یک بازسازی انگلیسی با استفاده از موسیقی بر اساس یک آهنگ قبلی باس‌هانتر، بدون هیچ ارتباط شعری است. ملودی «تمام چیزی که همیشه می‌خواستم» تا حد زیادی نسخه ریمیکس شده «ددی دی‌جی» است، همانطور که آهنگ قبلی باس‌هانتر، «ما توی ونتریلو نشستیم و داریم دوتا بازی می‌کنیم». «تمام چیزی که همیشه می‌خواستم» از ملودی آهنگ ددی دی‌جی استفاده می‌کند که توسط گروه رقص فرانسوی به همین نام ساخته شده است.

## ترکیب
«تمام چیزی که همیشه می‌خواستم» یک آهنگ بیت‌محور و به‌شدت وُکود صوتی است.

## موزیک ویدیو
این کلیپ ویدیویی با حضور آیلار لی و لوکاس تورهایم اجرا می‌شود

## نمودارها
در ۶ ژوئیه ۲۰۰۸، این آهنگ در جدول تک‌آهنگ‌های بریتانیا در رتبه سوم قرار گرفت و هفته بعد به رتبه دوم صعود کرد. این آهنگ در بریتانیا مدت طولانی و موفقی را پشت سر گذاشت و یک سال و نیم پس از انتشار، به دلیل شرکت باس‌هانتر در برنامه تلویزیونی «بیگ برادر» و پخش مکرر آن در برنامه‌های فرعی «دهان بزرگ برادر بزرگ» و «برادر کوچک برادر بزرگ» دوباره در رتبه ۹۸ به جمع ۱۰۰ آهنگ برتر بریتانیا راه یافت.

در نیوزیلند، این آهنگ در رتبه ۲۷ شروع به کار کرد و به رتبه هفدهم رسید. پس از ۱۸ هفته، با فروش بیش از ۷۵۰۰ نسخه، گواهی طلا دریافت کرد.
| بررسی انتقادی | بررسی انتقادی |
| منبع          | رتبه‌بندی      |
| ------------- | ------------- |
| BBC           | [ ۵ ]         |
| Digital Spy   | [ ۶ ]         |

| Chart (2008–2010)                    | Peak position |
| ------------------------------------ | ------------- |
| اتریش (او۳ تاپ ۴۰ اتریش)             | ۱۵            |
| بلژیک (اولتراتاپ ۵۰ والونی)          | ۳۶            |
| کشورهای مستقل همسود (تاپ‌هیت)         | ۵۴            |
| Czech Republic (Radio Top 100)       | 48            |
| Europe (European Hot 100 Singles)    | 10            |
| آلمان (جدول‌های رسمی آلمان)           | ۳۵            |
| مجارستان (۴۰ آهنگ رقص برتر)          | ۳۹            |
| ایرلند (ایرما)                       | ۱             |
| Netherlands (Dutch Top 40 Tipparade) | 15            |
| نیوزیلند (ریکوردد میوزیک ان‌زد)       | ۱۷            |
| نروژ (وی‌جی-لیستا)                    | ۳             |
| Romania (Romanian Top 100)           | 10            |
| اسکاتلند (اوسی‌سی)                    | ۱             |
| Slovakia (Radio Top100 Oficiálna)    | 12            |
| سوئد (فهرست برترین‌های سوئد)          | ۵۸            |
| سوئیس (شوایزر هیت‌پاراد)              | ۳۷            |
| Turkey (Türkiye Top 20)              | 20            |
| تک‌آهنگ‌های بریتانیا (اوسی‌سی)          | ۲             |
| موسیقی رقص بریتانیا (اوسی‌سی)         | ۳             |
| مستقل بریتانیا (اوسی‌سی)              | ۹             |

| Chart (2008)     | Position |
| ---------------- | -------- |
| CIS (Tophit)     | 178      |
| UK Singles (OCC) | 50       |

## فهرست آهنگ‌ها
- UK single

1. "All I Ever Wanted" (Radio Edit) - 2:59
2. "All I Ever Wanted" (Extended Mix) - 5:25
3. "All I Ever Wanted" (Fonzerelli Remix) - 6:39
4. "Now You're Gone" (Voodoo & Serano Remix) (featuring DJ Mental Theo's Bazzheadz) - 5:39

## گواهینامه‌ها
| منطقه                                                                      | گواهی    | واحد گواهی‌شده/فروش |
| -------------------------------------------------------------------------- | -------- | ------------------ |
| دانمارک (آی‌اف‌پی‌آی)                                                         | Gold     | ۴۵٬۰۰۰             |
| نیوزیلند (آرآی‌ای‌ان‌زد)                                                      | Platinum | ۱۵٬۰۰۰*            |
| بریتانیا (بی‌پی‌آی)                                                          | Platinum | ۶۰۰٬۰۰۰            |
| * رقم فروش تنها بر پایهٔ گواهی‌ها. · رقم فروش+پخش جاری تنها بر پایهٔ گواهی‌ها. |          |                    |